# Вальчета
Вальчета (исп. Valcheta) — город и муниципалитет в департаменте Вальчета провинции Рио-Негро (Аргентина), административный центр департамента. Один из старейших городов провинции Рио-Негро.

## История
На старых картах (в частности, на карте Феликса де Асары) эти места носили название «Рио-Чикита» («маленькая речка»).
5 октября 1833 года во время кампании Росаса в пустыне здесь состоялось боестолкновение между индейцами и левой колонной аргентинских войск. Впоследствии в этом оазисе был организован лагерь для индейцев, захваченных во время кампании.
В 1883 году здесь было возведено укрепление, названное Роа (в честь полковника Де Роа — одного из командующих войсками в ходе кампании «Завоевание пустыни»). Под защитой войск в оазисе стали интенсивно селиться иммигранты из Италии и Испании, и 19 июня 1889 года был официально основан город.